# پیمونته
پیمونته (به ایتالیایی: Pimonte) یک کومونه در ایتالیا است که در استان ناپل واقع شده‌است.

## خصوصیات
پیمونته ۱۲٫۵ کیلومترمربع مساحت و ۶٬۰۳۳ نفر جمعیت دارد و ۴۰۶ متر بالاتر از سطح دریا واقع شده‌است.